# Chino (Califórnia)
Chino é uma cidade localizada no estado americano da Califórnia, no Condado de San Bernardino. Foi incorporada em 28 de fevereiro de 1910.
A cidade e sua vizinhança são grandes produtoras de leite, abastecendo a grande demanda do produto na Califórnia e no Sul dos Estados Unidos. Abriga três das maiores prisões do Estado. Ocorreu, a partir do início da década de 1970, um crescimento rápido e desordenado. É conhecida como uma das mais pacificas cidades da Califórnia, e as estatísticas estão abaixo da maioria de outras áreas suburbanas do país.
É a terra natal do personagem Ryan Atwood, da série The O.C., produzida pela rede de televisão estadunidense FOX.
Esta foi uma das diversas cidades aonde foi encontrada uma pista sobre o famoso quebra-cabeça, Cicada 3301

## Geografia
De acordo com o United States Census Bureau, a cidade tem uma área de 76,8 km², onde 76,77 km² estão cobertos por terra e 0,03 km² por água.

### Localidades na vizinhança
O diagrama seguinte representa as localidades num raio de 16 km ao redor de Chino. 

## Demografia
Segundo o censo nacional de 2010, a sua população é de 77 983 habitantes e sua densidade populacional é de 1 015,84 hab/km². Possui 21 797 residências, que resulta em uma densidade de 283,94 residências/km².